# Juin 1865

## Événements
- 21 juin, France : la loi Duruy institue un enseignement secondaire spécial, intermédiaire entre l'école primaire et les études secondaires classiques.

- 22 juin, Espagne : inauguration de la section Irurtzun-Altsasu du chemin de fer de Pampelune à Irun (compañia del ferrocarriil de Zaragoza a Pamplona).

- 26 juin, Espagne : inauguration de la section Espulgas-Montblanch du chemin de fer de Montblanch à Lerida (compañia del ferrocarril de Montblanch a Lerida).

## Naissances en juin 1865
- 3 juin : George V du Royaume-Uni († 20 janvier 1936).
- 13 juin : William Butler Yeats, poète irlandais († 28 janvier 1939).
- 14 juin : Bernard Lazare, écrivain, journaliste († 1er septembre 1903).
- 18 juin : Fannie Pearson Hardy Eckstorm, écrivain, ornithologue et folkloriste américaine († 31 décembre 1946).
- 25 juin : William Feilding (7e comte de Denbigh) (né le 25 mars 1796), homme politique britannique

## Décès en juin 1865
- 6 juin : William Quantrill hors-la-loi américain
- 19 juillet : Iinuma Yokusai (né en 1782), botaniste et docteur japonais